# 新井貴浩
新井 貴浩（あらい たかひろ、1977年1月30日 - ）は、広島県広島市佐伯区出身の元プロ野球選手（内野手、右投右打）、プロ野球監督。2023年シーズンより広島東洋カープの第20代監督を務める。
第7代日本プロ野球選手会会長。マネジメントはエイベックス・マネジメント。弟は同じく広島東洋カープ二軍打撃コーチの新井良太。良太の妻である河村綾奈は義理の妹にあたる。

## 経歴

### プロ入り前
広島市西区・市立天満小学校の4年生のとき（1986年）広島市立五月が丘小学校へ転校、1989年3月の同校卒業時には将来の夢として「プロ野球の選手になる」と書いていた。広島市立五月が丘中学校（佐伯区）を経て、県立広島工業高校へ進学。高校では甲子園出場なし。1994年、韓国国内の高校が出場する、鳳凰大旗全国高等学校野球大会に在日韓国人チームの4番打者として出場し、ベスト8に導いた。この時のチームメイトにはのちに横浜ベイスターズに入団する金城龍彦がいた。外野手だったが、当時広島東洋カープのスカウトだった備前喜夫によれば、特に守備はドラフト指名されるレベルではなかったという。
その後、東都大学野球連盟所属の駒澤大学に進学し、4年時に日米大学野球で打率5割を記録。同年秋のリーグ戦では打点王とベストナインを獲得した。リーグ通算60試合に出場、187打数45安打、打率.241、2本塁打、26打点。駒大では1学年先輩に高橋尚成、2学年後輩に武田久、3学年後輩に稲田直人と前田大輔と川岸強がいた。
1998年のドラフト会議前に、新井は大学の先輩である野村謙二郎の自宅を訪れ、自らのバットスイングをアピールした。この縁で、ドラフトでは野村からの強い推薦があり、広島に6位で指名された。駒澤大学の当時の監督・太田誠は「新井がどうしてもプロに入りたいというので駒大OBの大下剛史に相談して、当時の広島スカウト・渡辺秀武に話をまとめてもらった」と話している。大学通算2本塁打で守備にも課題（肩が弱く、スローイングに難があるとされた）があった新井の指名は、周囲からは驚きをもって受け止められた。入団後は「将来の4番候補」として期待され、自身もその意気込みを「空に向かって打つ」と宣言した。

### 広島時代
入団後、大学の先輩でもある大下剛史ヘッドコーチから朝から晩まで徹底的にしごかれた。新井は後に「僕を甘やかすことは決してせず、ケガでもしたらそれまでの選手という気持ちで指導していた」という趣旨のコメントで当時の大下を表現している。一方、プロ入り直後（1999年2月）には春季キャンプで当時広島の主軸打者として活躍していた金本知憲や江藤智の打撃を見てレベルの違いを痛感させられ、「自分はプロでは通用しないのではないか」という不安も抱いていた。
1999年は新人ながら53試合に出場し、105打席で7本塁打を記録。同年オフには長らく4番打者として活躍していた江藤がフリーエージェント (FA) の権利を行使して読売ジャイアンツ（巨人）に移籍したため、新井は「ポスト江藤」として期待されるようになった。新井自身は後年に「もし江藤さんが広島に残っていたら今の自分はなかっただろう」と当時を回顧している。
2000年は特別強化指定選手に指名され、92試合に出場し、前年を上回る16本塁打を記録するなど活躍した。
2001年は規定打席にはわずかに届かなかったが、レギュラーに定着し124試合に出場。打率.284、18本塁打、56打点を記録した。
2002年は全140試合にフル出場し、プロ入り初の規定打席にも到達。28本塁打を記録し、オールスターにも初出場。入団当初から目をかけていた当時の広島球団オーナーの松田耕平に見送られたが、その直後に松田が他界した。オールスター第2戦で本塁打を打ち、松田への手向けとした。
2003年は前年オフに阪神にFA移籍した金本の後を継ぐ形で開幕から4番に座ったが、打撃不振に陥って後半戦からはアンディ・シーツに4番を譲り、打率.236、19本塁打と前年より成績を落とした。
2004年も前年に引き続いて打撃不振が続き、ボールを待ちすぎて追い込まれ悪いボールに手を出し、打ち取られるパターンを繰り返したため、シーズンを通して103試合の出場に留まり規定打席にも届かず、打率.263、10本塁打の成績に終わった。同年12月に結婚を発表し、披露宴の席では山本浩二に叱咤激励された。
2005年は内田順三コーチの指導によるフォーム改造と初球から積極的に打ちに行く打撃スタイルに変えたことが功を奏し、自身初の3割超えとなる打率.305を記録し、6月28日の対阪神戦ではリチャード・ランスに並ぶ球団タイ記録の6試合連続本塁打を打ち、山本浩二の持つ球団年間本塁打記録には1本差で届かなかったものの本塁打王を獲得し、完全復活を遂げた。三塁手としての出場が中心だったが、シーズン終盤は打球を右肩に受けた影響から、栗原健太と入れ替わりで一塁手として出場する場面もあり、初のベストナインを一塁手部門で獲得した。オフにはFA権について「一つのチームで選手生活を終えるのが理想」「FA? そんな選手じゃない」と発言。
2006年1月にこれまで金本や佐々岡真司らと共に行っていた鹿児島県・最福寺での護摩行合宿を単独で3泊4日かけて行った。シーズンでは、マーティ・レオ・ブラウン監督が掲げていたケースバッティングを心がけたのが実を結び、本塁打数は25本と前年より減少したが、前年を上回る100打点を記録した。一方で、積極的に打ちに行く打撃スタイルから四球数が非常に少なく選球眼の悪さを指摘された。オフには「カープが好きだし、いられるならずっといたい。このチームで優勝したい」と語った。
2007年は自己最多の55四球を選び、28本塁打、102打点を記録した。守備では三塁手として最多の守備機会でリーグトップの守備率を記録。シーズン終了後には北京オリンピックアジア予選兼第24回アジア野球選手権大会に全試合で4番・一塁手として出場し、日本代表の五輪出場権獲得に大きく貢献した。この年に国内FA権を所得。

### FA権の行使と阪神移籍
前年まで、FA権を得ても広島に残留する旨の発言を繰り返していたが、「自分を厳しい環境に置き、そこでどう変わっていくか、挑戦する気持ちが出てきた」との理由で、2007年11月8日にFA権の行使を宣言。「残留に傾いた日もあれば、宣言しようとした日もある。その繰り返しで焦っていた」という状況の中で、1か月間悩み抜いた末「残留したら、いつか後悔するかもしれない」との考えに至った。記者会見の席では「辛いです…カープが好きだから」「カープが好きだから、辛かったです」「喜んで出て行くわけではない」「FAなんてなかったら良かったのに……」と涙ながらに発言した。
前述のFA権行使宣言を受けて、阪神タイガースや福岡ソフトバンクホークスなど、複数の球団が新井の獲得に乗り出した。しかし新井にとって絶対的な存在の金本がいる阪神が圧倒的に有利な状況にあったため、他球団は獲得を見送った。新井自身も阪神と2度の交渉を経て入団の意志を表明。その後アジア野球選手権大会終了後に入団を正式に発表した。12月11日付で、NPBからFA宣言選手契約締結合意が公示された。
新井の自著『阪神の四番』によれば、移籍の最大の理由は「もう一度金本さんと一緒に野球がしたい」という金本移籍以来抱えていた強い思いであったが、それを口にすれば金本本人に迷惑が及ぶとして会見では自重した。また、「FAなんて……」という発言は「FAがなければ金本さんが出て行くことはなかったし、金本さんがいれば自分も移籍を考えることはなかった」という思いから自然と口に出てしまったものであった。翌年1月2日に放送された広島ホームテレビの特別番組では「僕のことを野次るファンよりも僕の方がカープを愛してる」と語り、広島への愛着と未練を覗かせた。阪神に移籍した後も「今でもやっぱりカープの試合は気になる」と古巣への愛着を口にしていた。

### 阪神時代

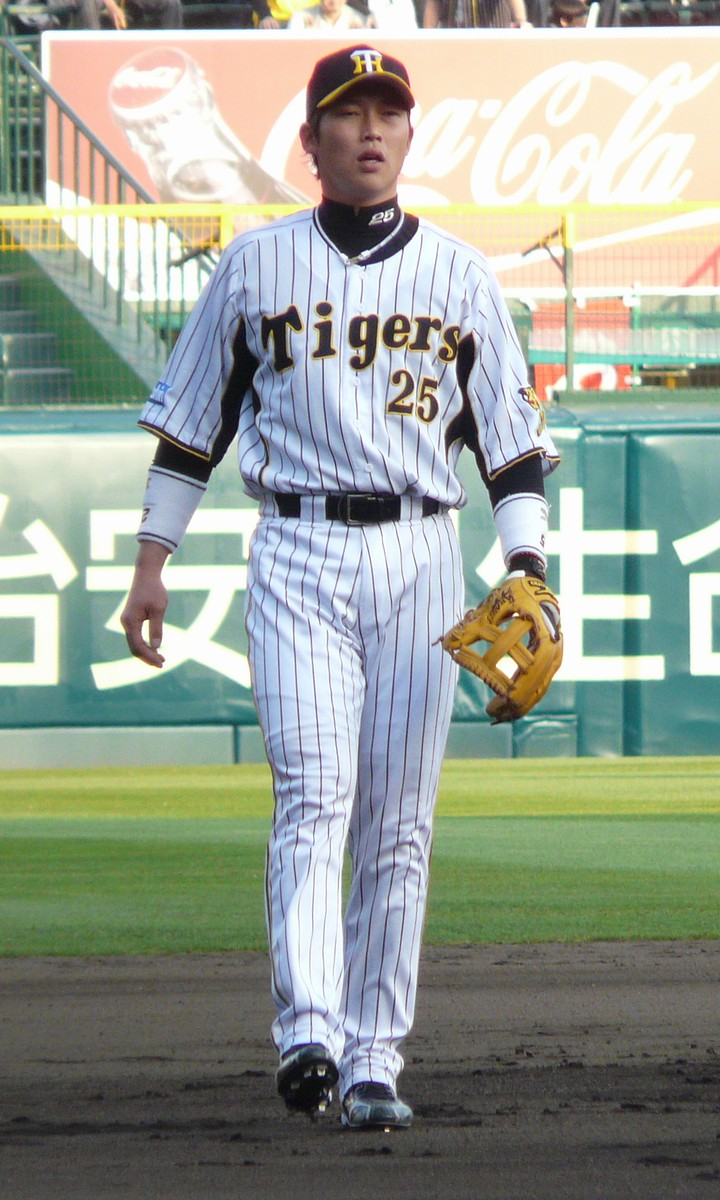
阪神タイガース時代（2009年）

2008年は古巣・広島と移籍後初めて対した広島市民球場での公式戦（4月1日）に、「3番・一塁手」としてスタメンで出場。広島時代のレプリカユニフォームがグラウンドに投げ込まれたほか、広島ファンから大きなブーイングを受けながらも、3打数2安打2四球でチームの勝利に貢献した。その一方で、同月12日の対横浜ベイスターズ戦（横浜）で、寺原隼人から安打を打って通算1000安打を達成。前半戦は好調で高打率を維持し、チームの首位独走に貢献した。しかし、前半戦終了間近になって腰痛を訴え、一時登録を抹消されて以降は不振に陥った。シーズン成績も8本塁打・59打点と落としたが、守備では自身初となるゴールデングラブ賞を一塁手部門で受賞。12月には宮本慎也から日本プロ野球選手会会長職を引き継いだ。
2009年は第2回WBCの日本代表の一次候補者入りを打診されたが、腰の状態を理由に辞退した。レギュラーシーズンでは全試合スタメンでフル出場し、15本塁打、82打点を記録したが、一方でリーグワーストの20併殺打、出塁率.299、OPS.700に終わった。U-26 NPB選抜 対 大学日本代表にはオーバーエイジで大会最年長選手として出場。
2010年は長らく阪神の4番打者を務めてきた金本が4月18日の対横浜戦でスタメン落ちしたことにより、移籍後初めて4番打者を務めた。それ以降ほぼ全ての試合で4番を打ち続け自己最高の打率・打点・盗塁を記録した。また、2年連続のフルイニング出場（全て三塁手）を記録した。オフにトレードで弟・良太が阪神に移籍し、自身が阪神を退団する2014年まで共に同じチームでプレーすることになった。
2011年は3月に発生した東日本大震災後、当初予定通りの日程でシーズン開幕すると発表したセントラル・リーグに対し、労組プロ野球選手会会長として開幕の延期を強く要望し、問題解決のため奔走した。その中で出場したオープン戦では、心身ともに疲労が重なり20打数以上の連続無安打が続いたが、選手会側の要求通り開幕の延期が決定した後は調子を戻した。震災被災地支援のため、2011年に打った本塁打1本につき10万円、打点1点につき5万円の義援金を送ると開幕前に発表。開幕戦では「4番・三塁手」で出場し、同点打を打ってお立ち台に立った。4月19日にサヨナラ安打を打っていた弟・良太に続き、同22日に新井も4番定着後初となるサヨナラ安打を打ち、史上初の同年同一チーム所属の実兄弟揃ってのサヨナラ安打が実現した。しかし交流戦に入ると打撃不振に陥り、さらに得点圏に走者を置いての凡退も目立ったため、2度にわたって4番から外れる経験をしたが、最後は4番に戻り、リーグトップの93打点で打点王のタイトルを獲得した。なお、この年は併殺打と失策数もリーグトップだった。オフに再取得したFA権を行使した上で新たに3年契約を結び残留した。
2012年は開幕4番で迎えたが、以前より抱えていた慢性的な右肩痛の悪化により打撃不振に陥った。5月始めには6番に降格、それまでの2年間4番でのスタメン出場がなかった金本に4番を明け渡した。5月末にはスタメンからも外れる時期もあった。その後4番に戻ることもあったが打撃の調子は上がらず、弟の良太が4番を打つことになり、以後は6番・一塁で出場が主となった。7月29日の対横浜DeNAベイスターズ戦（阪神甲子園球場）で、同じく先発出場した良太とともに本塁打を打ち、1981年にロッテ・オリオンズのレロン・リーとレオン・リーが記録して以来、31年ぶり3組目の兄弟同一試合本塁打を記録した。しかし9月に右肩痛で登録抹消されるなど同年は122試合の出場にとどまり、2008年以来4年ぶりに全試合出場を果たせなかった。また規定打席に到達しながらも打率.250・9本塁打・52打点で阪神移籍後最低の成績に終わった。後の報道で右肩後方関節唇損傷、腱板不全断裂、肩峰下滑液包炎と複数の大きな怪我を抱えながら試合に出場していたことが明らかとなったが、シーズン中は公表していなかった。12月には日本プロ野球選手会会長職を嶋基宏に譲った。
2013年は2005年以来の開幕ベンチスタートとなったが、その後スタメンの機会を得て、6月8日の対千葉ロッテマリーンズ戦（阪神甲子園球場）で成瀬善久から本塁打を打ち、通算1000打点を達成。オールスターゲームにも出場し、2戦目で決勝打を含む3安打1打点を挙げて阪神の選手では2006年の藤本敦士以来7年ぶりとなるMVPに選出され、さらに3戦目では2安打を打ち敢闘賞を獲得した。しかし後半戦は徐々に成績を落とし、終盤には5番を外されたりスタメン落ちすることもあった。シーズンを通して140試合に出場したが、8月25日を最後に本塁打は1本も放てず、最終的に15本塁打に終わった。
2014年には、ポジションの重なる長距離打者のマウロ・ゴメスが加入し、4番・一塁の座をめぐってゴメスとの競争になった。新井はゴメスの調整遅れを尻目に、春季キャンプで和田豊からMVPに選ばれたが、シーズンに入るとゴメスが4番・一塁に定着し、新井は代打や三塁の控えに回った。5月10日の対読売ジャイアンツ戦（甲子園）で、7回裏に代打で適時打を打つと、9回裏に良太も代打で安打を記録したことによって「同一チーム・同一試合における代打での兄弟安打」を初めて達成。同月21日の対オリックス・バファローズ戦（京セラドーム大阪）では、2点ビハインドの6回表二死一塁から、自身9年ぶり、阪神移籍後初めての代打本塁打を記録した。シーズン通算では94試合出場で、打率.244・3本塁打・31打点の成績に終わり、ソフトバンクとの日本シリーズでは直前に腰痛を発症した影響で出場がなかった。シーズンオフには、規約を上回る大幅減俸通告を受け、また翌年も代打中心になることが確実視されていたこともあって、新天地を求めて11月4日に球団に自由契約を申し入れ、了承された。12月2日に、NPBから自由契約選手として公示。

### 広島復帰

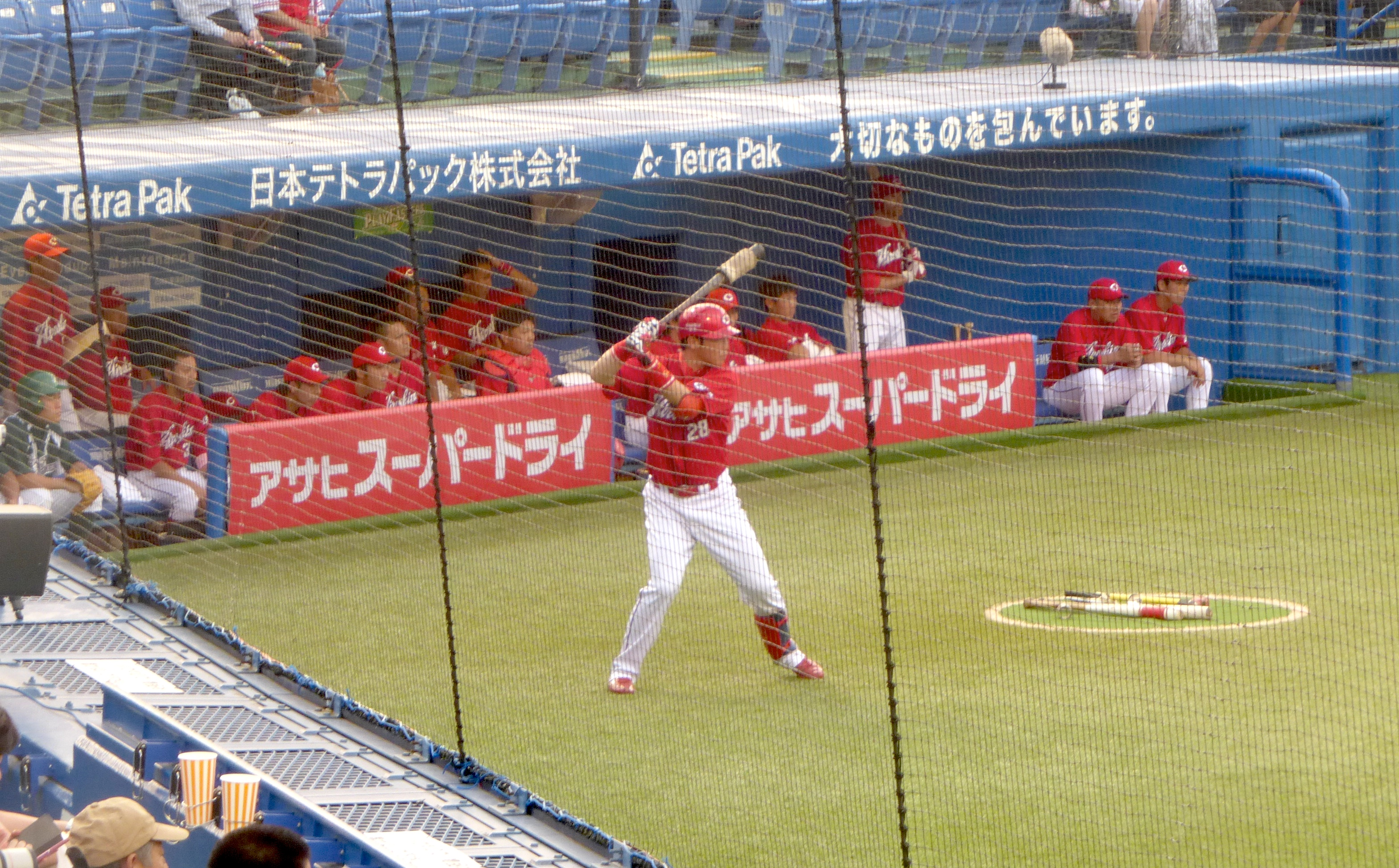
2015年7月30日、明治神宮野球場にて

阪神からの退団が報じられた後に、右打ちの長距離打者が補強ポイントだった広島が獲得に動いた。2014年11月14日には、広島との契約合意が球団から発表されるとともに、入団記者会見が開かれた。背番号は、プロ入り以来着用していた「25」を高橋大樹が着用していたため28に決まった。自由契約前に阪神から提示されていた年俸は7000万円で、広島との契約はそれをさらに下回る2000万円だったが、新井はこの条件を即決で受け入れた。
2015年は開幕直前に右肘関節炎を発症するも開幕を一軍で迎え、開幕戦のヤクルト戦（マツダスタジアム）では代打で復帰後初出場。移籍の経緯もあり「罵声を受けるかもしれない」と覚悟していたが大歓声を受け、以後「あれは一生忘れられない。今度は自分がファンを喜ばせたい。絶対に喜ばせる」と誓った。右の代打起用がしばらく続いたが、4月7日の巨人戦（マツダ）で、復帰後初の「4番・一塁手」でスタメン入りを果たしてからは、故障したヘスス・グスマンに代わって4番に定着した。5月9日の古巣阪神戦（甲子園）で、復帰後初本塁打を打ったが、その試合で左手中指を脱臼し、一時的にスタメンを外れることもあった。阪神時代の2008年以来のファン投票選出で、広島在籍中では初となったオールスターゲーム（セ・リーグの得票数第3位）では、2戦目（マツダスタジアム）に2013年の出場同様、敢闘賞を獲得した。9月2日の古巣阪神戦（甲子園）で、四回表二死一・三塁での7番・田中広輔の打席で三塁にいた新井は、一塁にいた鈴木誠也に対して投手・岩田稔が投げた牽制球が逸れた隙を突いて2000年9月13日の中日戦（ナゴヤドーム）以来15年ぶりのホームスチールを成功させた。8月18日に3度目のFA権を取得した。後半戦から終盤戦にはスタメンでの起用が増えたため、最終的には規定打席にも到達し、打率.275と、出塁率.349を記録した。シーズン終了後の12月16日には、復帰時点から3倍増の推定年俸6000万円で契約を更改。2016年から再び背番号25を着用することも発表した。
2016年4月26日の対ヤクルト3回戦（明治神宮野球場）の第2打席、ヤクルト先発の成瀬善久から左翼線への適時二塁打を打ち、史上47人目の通算2000安打を達成。続いて8月2日に、史上42人目の通算300本塁打を達成。その後も連続出場による疲労を回避するため、先発を外れたり、試合終盤にベンチに下がるなどの配慮を受けながらも、シーズンを通して4番打者を務め、シーズン終盤まで打点リーグトップに立つなど好調を維持。チームの快進撃の原動力となった。8月7日の巨人戦でもレフトへサヨナラ打を打った。そしてチームは優勝マジックを1とした9月10日の巨人戦（東京ドーム）で逆転勝ちし、25年ぶりのリーグ優勝を果たす。試合終了直後に監督の緒方孝市、この年限りで引退し背番号が永久欠番にもなった黒田博樹と共にチームメイトから胴上げをされた。チームはクライマックス・シリーズも優勝し、広島所属としては初めて日本シリーズにも進出。日本一はならなかったが、プロ18年目にして初めて歓喜の美酒を味わった。個人としては打点王はリーグ優勝決定後に休養とポストシーズンへの調整のために出場機会を少なくした影響で9月下旬に筒香嘉智にその座を譲り2011年以来の栄冠はならなかったものの、主要6部門は全て6年ぶりの打率.300（自己3位）、19本塁打（同5位）、100打点（同4位）、出塁率.370（同2位）、長打率.480（同3位）、OPS.850（同3位）の大台を達成する全盛期並みの成績を残し、本塁打王を獲得した2005年以来自身2度目のベストナインを受賞。2015年に9年ぶりに同賞を受賞した福留孝介を抜くセ・リーグ史上最長ブランクでの受賞となった。さらに同賞の表彰のため出席した11月28日のNPB AWARDS 2016にて、リーグMVPの受賞が発表・表彰された。39歳での同賞の受賞は、2010年に38歳で受賞した和田一浩の記録を塗り替え、同賞受賞のセ・リーグ史上最年長記録を樹立した。史上初めて2000安打・300本塁打・リーグ優勝・リーグMVPを同一シーズンに達成した、本人曰く「夢のようなシーズン」となった。
2017年は序盤はスタメン出場を続けていたものの徐々にスタメンでの出場機会を減らし代打での起用が増えた。それでも限られた出番でも要所で目覚ましい活躍を見せた。5月4日の中日ドラゴンズ戦（マツダスタジアム）では8回裏に代打で登場して三ツ間卓也から決勝の適時二塁打を打ち、これで安打を打った投手の数が517人となり、谷繁元信と並んで歴代最多タイ記録となった。6月27日の横浜DeNAベイスターズ戦（横浜スタジアム）では7回表に代打で登場して逆転の2点適時二塁打を打ち史上28人目の通算3500塁打を達成。7月7日の東京ヤクルトスワローズ戦（明治神宮野球場）では9回表に代打で登場しバックスクリーンへ逆転の3点本塁打を打った。7月19日の阪神タイガース戦（阪神甲子園球場）では8回に決勝の適時二塁打を打ち、この試合で通算2284試合出場となり、球団OBの山本浩二に並んだ。チームは9月18日の阪神戦に勝利し球団史上37年ぶりのリーグ連覇を果たした。新井はこの年100試合の出場だったが3割近い打率を残した。しかし、クライマックスシリーズファイナルステージではペナントレース3位のDeNAにアドバンテージを含む2勝3敗と追い込まれると10月24日の第5戦（マツダスタジアム）では4番でスタメン出場し6回裏に三上朋也からソロ本塁打を打ったが、チームはこの試合に敗れて日本シリーズ進出を逃した。しかし試合後、新井は2018年シーズンも現役を続行する意思を示した。
2018年、41歳で迎えるシーズン開幕直前左ふくらはぎを痛め、開幕は14年ぶりの二軍となった。6月、『週刊ベースボールマガジン』の創刊60周年記念としてカープの歴史が特集された際、現役との別れを匂わせるコメントが掲載された。9月5日、シーズン限りでの現役引退を表明。広島市のマツダスタジアム内で記者会見を開き「若手が力をつけているカープの今後を考え、今年が良いのではないかと考えた。大歓声をもらえる中で（ファンを）喜ばせてあげることができていない」などと涙ながらに理由を語った。現役最終出場試合は11月3日にマツダスタジアムで行われたSMBC日本シリーズ2018（広島対ソフトバンク）第6戦で、8回裏に代打で登場してショートゴロ。その後9回表には一塁の守備に就いた。
引退直後の2018年11月5日、中国新聞に新井を讃える全面広告が2ページにわたり掲載された。表面は中央に「カレの軌跡」との見出し、周囲に「新井ブレーキ」「絶好球見逃す」「流れを変えた空振り」など新井が酷評されている記事のスクラップ画像となっているが、裏面をめくるとガッツポーズをする新井の姿に「結局、新井は凄かった。」「広告主 黒田博樹」という文言が添えられたものとなっている。この広告は話題を呼び、第39回新聞広告賞の新聞広告大賞に選ばれた。

### 現役引退後
2019年からは、TBSテレビ・中国放送の野球解説者、スポーツニッポン・デイリースポーツの野球評論家を務める。中国放送の解説者としては、テレビ中継で「RCCスペシャル解説者」、ラジオ中継で「RCC野球解説者」と紹介。毎日放送が制作する阪神戦のテレビ中継にも、金本知憲などとのダブル解説扱いで、ゲスト解説者（TBS派遣）として随時出演する他、在広局中継にもゲスト扱いで出演する。ただし、放送メディアにおいては契約上TBS系の専属扱いであり、J SPORTS等への中継では（中国放送からの裏送りを含め）必ず別立て差し替えが行われる。

### 広島監督時代
2022年10月7日、同年をもって退任した佐々岡真司の後任として、2023年シーズンより広島の第20代監督に就任することが発表された。NPBでは高橋由伸・平石洋介・三木肇・松井稼頭央（新井の6日後に就任発表）に次いで史上5人目、球団では初めてとなる昭和50年代生まれの一軍監督が誕生した。なお、東京ヤクルトスワローズの一軍監督を務める高津臣吾と並んで広島工業高等学校出身者2人が同一リーグで一軍監督を務めることとなり、1962年に同じ旧制広陵中学出身の濃人渉が中日ドラゴンズ、門前眞佐人が広島東洋カープでそれぞれ監督を務めて以来の非常に珍しいケースとなる。同月12日、マツダスタジアム内で監督就任会見が行われ、同月15日には、2023年度から着用となる新ユニフォームのお披露目と共に背番号が現役時代に長年着用した「25」に決定したことが発表された。なお、弟の良太も18日に二軍打撃コーチに就任し、阪神退団から9年ぶりに指導者としても兄弟で同じチームに在籍することとなった。ヘッドコーチには阪神時代の同僚であった藤井彰人に自ら就任を要請、同月25日に就任会見が開かれた。他にも新井の意向で、低迷する盗塁阻止率向上を狙い2020年に引退したかつての正捕手石原慶幸をバッテリーコーチに、機動力野球の復活を狙い（この年の盗塁数は両リーグワーストだった）球団OBであり足のスペシャリストとして活躍しヤクルトでコーチを務めた福地寿樹を走塁コーチに招聘。
10月24日に全ての新コーチ就任が発表され、新井新体制が固まった。また、2008年から2014年にかけて所属した阪神には2008年の監督だった岡田彰布が就任し、阪神時代1年目の監督とは同じリーグの異なるチームでの監督就任となった。就任後の11月14日に日南秋季キャンプへ合流、練習前の全体訓示で「お前たちが思っている以上に期待している」「好き嫌いで起用しない」「カープは大きな家族」と表明、切磋琢磨と結束を呼び掛けた。
2023年の就任初年度は、開幕から4連敗を喫し、4月6日の開幕5戦目の対阪神戦にて6回表降雨コールドで監督就任初勝利。その後チームは鬼門の交流戦を勝率5割、7月には10連勝と一時首位を奪う好調を見せ、外国人選手の不調や西川龍馬の故障離脱の逆境もあったが、打線の連動性を重視し上本崇司や菊池涼介を４番起用するなど大胆な采配で対処、阪神の独走こそ許したものの8月から2位をキープ。5年ぶりのクライマックスシリーズでは横浜とのファーストステージを全勝突破、師弟対決となった岡田監督率いる阪神とのファイナルステージでは全敗を喫し、シーズンを終了した。中継ぎの整備による投手力の充実、適材適所の選手起用、盗塁数の大幅増など機動力野球の復活、セオリーにこだわらない柔軟な作戦、守備指標が示す総合的な守備改善、選手とのコミュニケーションを密にするなど特色のある采配を見せチームを5年ぶりのAクラスに導き、低い下馬評を見事覆した。
2024年の就任2年目は、西川がFA宣言をしてオリックスへ移籍したことや新たに獲得した外国人野手のマット・レイノルズやジェイク・シャイナーの怪我による離脱・帰国（両者ともにシーズン途中で退団）などがあって4番打者を固定できずに打線が低調で、開幕カードは2年連続負け越し、6戦目の中日戦（マツダスタジアム）から9戦目の阪神戦（甲子園）まで4試合連続完封負けを喫するなど苦しいスタートとなった。それでも投手力と守備力でこれをカバーし、日本代表に選ばれた小園海斗を三塁手に回して矢野雅哉を正遊撃手に抜擢し、先発投手陣では森下暢仁が10勝、床田寛樹が11勝、大瀬良大地が6月7日のロッテ戦（マツダスタジアム）でノーヒットノーランを達成するなどの快挙も生まれ、リリーフ陣では栗林良吏が0勝ながらもシーズンタイ記録となる38セーブ、島内颯太郎が11勝・24ホールドで35HPを記録するなどの結果を出し、さらには日替わり打線を組みながら少ないチャンスをものにしていく戦い方で接戦をものにして、8月を終えた時点では61勝48敗5分（勝率.560）でセ・リーグの首位に立っていた。しかし9月に入ると、長打力・得点力に欠けるというチームの慢性的な課題が露呈された上に、それまでチームを支えてきた投手陣にもへばりが生じ、9月3日のDeNA戦（横浜）から10月2日のヤクルト戦（神宮）までの間を1つも連勝する事なく4連敗→6連敗→4連敗→4連敗→4連敗と、9月をセ・リーグワーストタイとなる月間20敗と負け倒して4位に転落するという歴史的な失速を喫し、9月28日の巨人戦では本拠地・マツダスタジアムで移転後初となる相手チームのセ・リーグ優勝決定による胴上げを目の当たりにするなど、最終的に68勝70敗5分（勝率.493）の4位となり、8月終了時に首位にいながら最終順位がBクラスという日本プロ野球史上では前代未聞の屈辱を喫してクライマックスシリーズ出場を逃した。前年に勝負どころで怪我による離脱者が出たという反省から、シーズン序盤には主力野手には休みを与え、投手面では森下や大瀬良や床田や九里亜蓮といった先発4本柱でも前半戦では中7日以上の登板間隔を空け、8月の9連戦では8人の投手を先発起用して勝ち越し、中継ぎではワンポイント登板の投手を除いて3連投以上はさせないという大胆采配をふるって9月の戦線にラストスパートをかけるための備えを組んでいた。しかし9月にはシーズン序盤から僅差での登板が続いた投手陣が蓄積疲労等から一気に崩れ、さらにはそれまでとは違って試合中盤でも劣勢であれば先発投手に代打を送るという早期の継投策をとったことで先発投手陣の焦りに拍車をかけてリリーフ陣への負担増につながり、8月まで2.25とリーグトップだったチーム防御率が9月以降はリーグワーストとなる4.11まで、1試合平均得点も8月までの3.0から9月以降はリーグワーストとなる2.5まで悪化し、失速につながった。

## 代表経歴
2006年開幕前の3月に開催された第1回ワールド・ベースボール・クラシック(WBC)の日本代表に選出された。2次リーグの韓国戦では一打逆転サヨナラの場面で空振り三振に倒れるなど結果を残せず、出場機会はごくわずかだった。
2008年に北京五輪の日本代表に選ばれ、怪我を押して4番・一塁手として全試合に先発出場。予選リーグの対韓国戦では先制2点本塁打を打ったが、腰痛により全体として満足な打撃はできなかった。五輪期間中に症状が悪化し、帰国後、腰椎の疲労骨折であったことが発覚。後に「これで二度と野球ができなくなっても構わないという覚悟で五輪に挑んでいた」と語っている。一方、当時の阪神監督の岡田彰布は自著で阪神から帯同させていた担当トレーナーが新井の症状を把握していなかったこと、新井が五輪で全試合に出たのに帰ってきてから阪神の試合に出られなかったこと、などに対する怒りを自著に書いている（北京オリンピックを巡る経緯の詳細はメークドラマ#2008年（メークレジェンド）参照）。

## 選手としての特徴

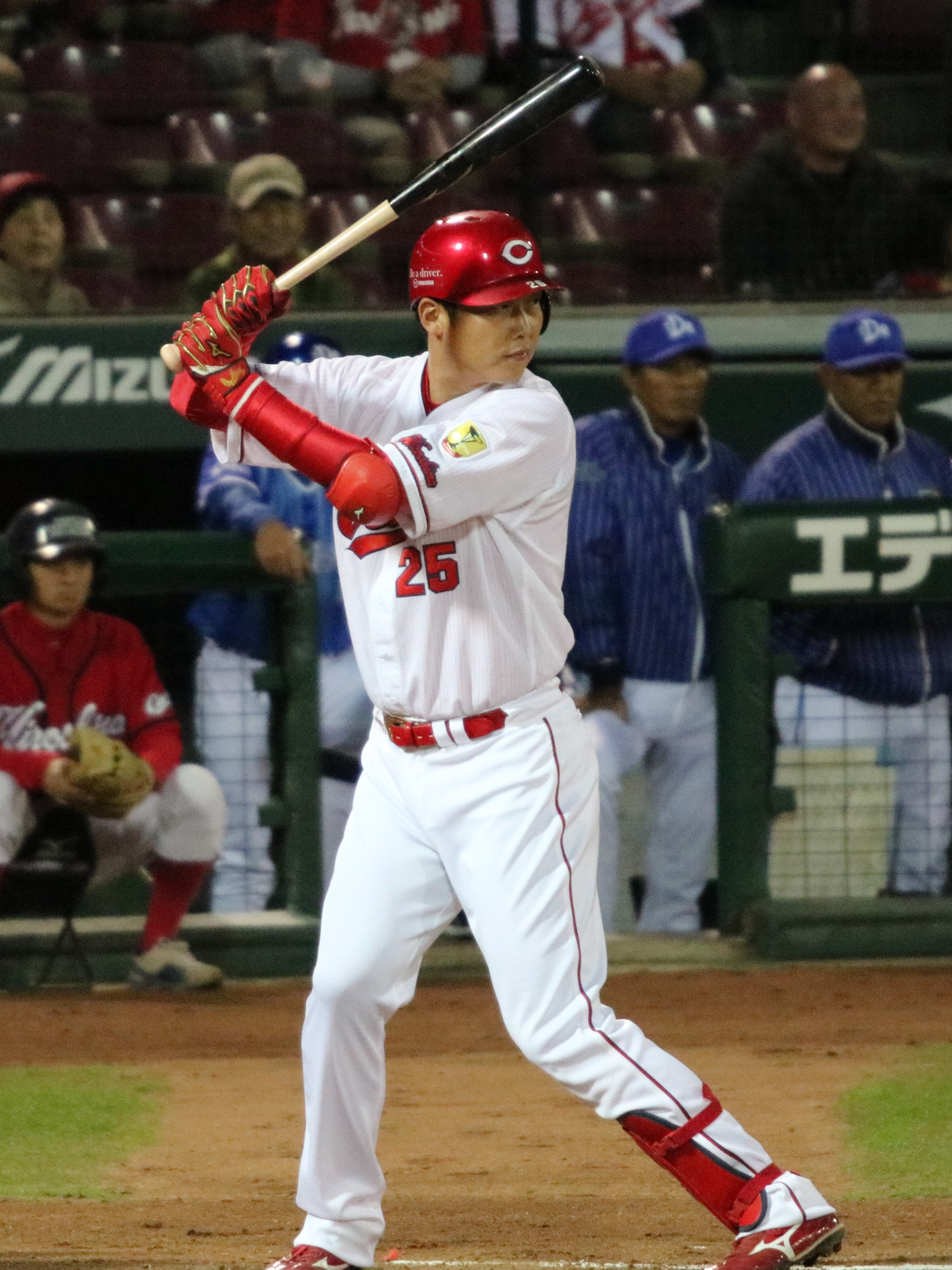
2017年10月24日、マツダスタジアムにて。

### 打撃
打撃フォームは、左足を高く上げるのが特徴である。2004年まではグリップの位置が低く、胸の前で構えていた。2003年に極度の打撃不振に陥って以降フォーム作りに苦労したが、2005年にグリップの位置を上げ、顔の後ろで構える形に改造したことが見事にはまって、バットがスムーズに出るようになって確実性が増し、打率・本塁打・打点の3部門全てでキャリアハイの成績を残し自身初の打撃タイトルとなる本塁打王（43本）を獲得した。ただし、シーズン30本塁打以上を記録したのはこの年のみである。また、シーズン100打点以上を2006年、2007年の2年連続を含む4回記録している。阪神移籍後は腰痛の影響もあって、打撃フォームをオープンスタンスにするなどバッティングの形を変更し、また本拠地が広島市民球場から広い甲子園に変わったこともあり、本塁打数は減少した。

### 走塁
一塁到達は4.38秒。

## 人物
- 在日韓国人であったが、2004年6月に日本に帰化している。帰化前の本名は朴貴浩（パク・グィホ、박귀호）[92][93]。
- 広島入団後の2年目に作成され（2作目）、2015年に復帰後も使われた自身の応援歌を「すべてが完璧」と語るほど気に入っていた。また、他の応援歌では阪神時代の鳥谷敬の曲が好きであったと語っている[94]。
- 好きな言葉は、漫画『はだしのゲン』より、"踏まれても踏まれても、強くまっすぐ伸びる麦になれ"[95]。
- 幼少期から広島の大ファンであり、パジャマはカープのユニフォームをあしらったものであった[13]。
- 駒沢大学時代は野球部マネージャーを務めていた堀内恒夫（読売巨人軍元投手・監督）の長女と同級生で、堀内の長女は新井のことを「チュウさん」[注 6]と呼んでいた。また野球部の合宿所では堀内の長男・康史と同部屋だったとのことである[96]。
- 温厚で優しい性格であり、大学の1年先輩である高橋尚成は、大学時代の新井を「打てないし、守れないが、足はそこそこ速く、素直で礼儀正しいので、先輩の受けはとても良かった」と話している。若手の頃はとにかく先輩からオモチャにされ、広島時代の金本が本塁打を打った際には、金本は他の選手とはハイタッチをするが新井だけには張り手を喰らわせたり、選手会ゴルフの始球式で打球方向に立たされたりするなどのエピソードが残っている。「スポーツニッポン」の新井へのインタビューによると、金本の趣味が「新井イジリ」である故に阪神時代ホテルの部屋での金本による「ピンポンダッシュ」の被害者であったことを告白している。しかも金本も毎回鳴らし方を変えてくるという手の込みようであったため新井も「シカト不能だった」との事。他にも、夜中に電話がかかってきて出てみると電話の主は金本で、「早く寝ないと。だからチャンスで打てないんですよ。」などと言われたこともある。金本が引退した後の2年間は、入れ替わりにMLBから国内復帰した西岡剛主導で先輩であるにもかかわらずチームメイトにいじられることが多かった（いずれも阪神在籍当時）[97]。
- 英語が堪能で、通訳なしでも外国人と会話ができることもあった[98]。
- 長らくガラケー愛用者として知られていたが、2020年以降スマホを使用し始めたことで話題となる[99]。
- 2024年に広島時代の盟友黒田博樹が野球殿堂入りした際、新井が広告主となり表彰式当日の7月23日付中国新聞朝刊に、黒田を讃える全2ページの全面広告を掲載した。新井の引退時に黒田が広告主となった新聞広告（広島復帰～2018年の項を参照）と同じ紙面構成で、「やっぱり、黒田さんは凄かった。」「広告主 新井貴浩」という文言が添えられた[100]。

## 阪神時代のエピソード
阪神移籍後はファンの間でもいじられキャラとして定着し、名前と移籍時の発言をもじった「辛いさん」というあだ名が浸透した。（ネット上では「ツライさん」とカタカナ表記されることもある。）更に2003年、2009年、2011年にセ・リーグ最多併殺打を記録したことから、新井の打つ併殺打は「辛いさん」と「ゲッツー（併殺打）」をもじった「ツラゲ」と呼ばれていた。

## 護摩行
現役時代は、長年にわたって自主トレーニングのメニューに護摩行を取り入れていた。現役引退後の2019年にも、「自分の心を引き締めたかった」という理由で、野球解説者として活動していた夏場に護摩行へ臨んだという。
2023年、カープの監督に就任することが決まった際には『広島優勝 心願成就』と叫んでいる。
2024年、高野山の清浄心院において21年連続となる護摩行に臨んだ。

## 詳細情報

### 年度別打撃成績
| 年 度      | 球 団      | 試 合 | 打 席 | 打 数 | 得 点 | 安 打 | 二 塁 打 | 三 塁 打 | 本 塁 打 | 塁 打 | 打 点 | 盗 塁 | 盗 塁 死 | 犠 打 | 犠 飛 | 四 球 | 敬 遠 | 死 球 | 三 振 | 併 殺 打 | 打 率 | 出 塁 率 | 長 打 率 | O P S |
| ---------- | ---------- | ----- | ----- | ----- | ----- | ----- | -------- | -------- | -------- | ----- | ----- | ----- | -------- | ----- | ----- | ----- | ----- | ----- | ----- | -------- | ----- | -------- | -------- | ----- |
| 1999       | 広島       | 53    | 105   | 95    | 14    | 21    | 2        | 1        | 7        | 46    | 14    | 1     | 1        | 1     | 0     | 8     | 0     | 1     | 31    | 2        | .221  | .288     | .484     | .773  |
| 2000       | 広島       | 92    | 233   | 208   | 26    | 51    | 6        | 0        | 16       | 105   | 35    | 3     | 1        | 0     | 2     | 18    | 0     | 5     | 54    | 6        | .245  | .318     | .505     | .822  |
| 2001       | 広島       | 124   | 354   | 313   | 38    | 89    | 12       | 0        | 18       | 155   | 56    | 2     | 3        | 1     | 1     | 36    | 2     | 3     | 86    | 11       | .284  | .363     | .495     | .858  |
| 2002       | 広島       | 140   | 559   | 512   | 63    | 147   | 28       | 2        | 28       | 263   | 75    | 1     | 3        | 0     | 3     | 38    | 2     | 6     | 124   | 17       | .287  | .342     | .514     | .855  |
| 2003       | 広島       | 137   | 537   | 488   | 58    | 115   | 20       | 2        | 19       | 196   | 62    | 2     | 1        | 1     | 3     | 39    | 4     | 6     | 120   | 16       | .236  | .299     | .402     | .700  |
| 2004       | 広島       | 103   | 294   | 262   | 36    | 69    | 10       | 1        | 10       | 111   | 36    | 3     | 0        | 0     | 1     | 29    | 0     | 2     | 55    | 4        | .263  | .340     | .424     | .764  |
| 2005       | 広島       | 142   | 587   | 541   | 91    | 165   | 30       | 1        | 43       | 326   | 94    | 3     | 3        | 1     | 3     | 37    | 1     | 5     | 126   | 16       | .305  | .353     | .603     | .956  |
| 2006       | 広島       | 146   | 611   | 566   | 78    | 169   | 23       | 2        | 25       | 271   | 100   | 1     | 1        | 0     | 9     | 32    | 2     | 4     | 117   | 14       | .299  | .336     | .479     | .814  |
| 2007       | 広島       | 144   | 619   | 556   | 84    | 161   | 22       | 0        | 28       | 267   | 102   | 1     | 2        | 0     | 7     | 55    | 2     | 1     | 136   | 17       | .290  | .351     | .480     | .831  |
| 2008       | 阪神       | 94    | 410   | 366   | 54    | 112   | 22       | 4        | 8        | 166   | 59    | 2     | 1        | 0     | 4     | 35    | 1     | 5     | 83    | 7        | .306  | .371     | .454     | .824  |
| 2009       | 阪神       | 144   | 599   | 558   | 68    | 145   | 32       | 1        | 15       | 224   | 82    | 4     | 5        | 0     | 7     | 28    | 0     | 6     | 82    | 20       | .260  | .299     | .401     | .700  |
| 2010       | 阪神       | 144   | 641   | 570   | 96    | 177   | 42       | 0        | 19       | 276   | 112   | 7     | 2        | 0     | 8     | 52    | 1     | 11    | 89    | 19       | .311  | .374     | .484     | .858  |
| 2011       | 阪神       | 144   | 602   | 550   | 68    | 148   | 25       | 3        | 17       | 230   | 93    | 5     | 0        | 0     | 7     | 41    | 2     | 4     | 106   | 20       | .269  | .321     | .418     | .739  |
| 2012       | 阪神       | 122   | 493   | 460   | 46    | 115   | 25       | 0        | 9        | 167   | 52    | 1     | 3        | 0     | 2     | 30    | 2     | 1     | 85    | 12       | .250  | .296     | .363     | .659  |
| 2013       | 阪神       | 140   | 548   | 476   | 60    | 127   | 20       | 0        | 15       | 192   | 70    | 2     | 3        | 0     | 7     | 60    | 3     | 5     | 110   | 17       | .267  | .350     | .403     | .753  |
| 2014       | 阪神       | 94    | 194   | 176   | 13    | 43    | 6        | 0        | 3        | 58    | 31    | 0     | 0        | 0     | 1     | 15    | 2     | 2     | 33    | 6        | .244  | .309     | .330     | .639  |
| 2015       | 広島       | 125   | 480   | 426   | 52    | 117   | 22       | 2        | 7        | 164   | 57    | 3     | 0        | 0     | 4     | 48    | 1     | 2     | 73    | 15       | .275  | .348     | .385     | .733  |
| 2016       | 広島       | 132   | 513   | 454   | 66    | 136   | 23       | 2        | 19       | 220   | 101   | 0     | 1        | 0     | 4     | 54    | 1     | 1     | 101   | 12       | .300  | .372     | .485     | .857  |
| 2017       | 広島       | 100   | 288   | 243   | 36    | 71    | 14       | 0        | 9        | 112   | 48    | 2     | 0        | 0     | 4     | 40    | 0     | 1     | 56    | 7        | .292  | .389     | .461     | .850  |
| 2018       | 広島       | 63    | 132   | 114   | 7     | 25    | 3        | 1        | 4        | 42    | 24    | 0     | 0        | 0     | 4     | 14    | 1     | 0     | 26    | 4        | .219  | .295     | .368     | .664  |
| 通算：20年 | 通算：20年 | 2383  | 8799  | 7934  | 1054  | 2203  | 387      | 22       | 319      | 3591  | 1303  | 43    | 30       | 4     | 81    | 709   | 27    | 71    | 1693  | 242      | .278  | .339     | .453     | .792  |

- 各年度の太字はリーグ最高

### WBCでの打撃成績
| 年 度 | 代 表 | 試 合 | 打 席 | 打 数 | 得 点 | 安 打 | 二 塁 打 | 三 塁 打 | 本 塁 打 | 塁 打 | 打 点 | 盗 塁 | 盗 塁 死 | 犠 打 | 犠 飛 | 四 球 | 敬 遠 | 死 球 | 三 振 | 併 殺 打 | 打 率 | 出 塁 率 | 長 打 率 |
| ----- | ----- | ----- | ----- | ----- | ----- | ----- | -------- | -------- | -------- | ----- | ----- | ----- | -------- | ----- | ----- | ----- | ----- | ----- | ----- | -------- | ----- | -------- | -------- |
| 2006  | 日本  | 2     | 3     | 3     | 1     | 1     | 0        | 0        | 0        | 1     | 0     | 0     | 0        | 0     | 0     | 0     | 0     | 0     | 2     | 0        | .333  | .333     | .333     |

### 年度別守備成績
| 年 度 | 球 団 | 一塁  | 一塁  | 一塁  | 一塁  | 一塁  | 一塁     | 三塁  | 三塁  | 三塁  | 三塁  | 三塁  | 三塁     | 外野  | 外野  | 外野  | 外野  | 外野  | 外野     |
| 年 度 | 球 団 | 試 合 | 刺 殺 | 補 殺 | 失 策 | 併 殺 | 守 備 率 | 試 合 | 刺 殺 | 補 殺 | 失 策 | 併 殺 | 守 備 率 | 試 合 | 刺 殺 | 補 殺 | 失 策 | 併 殺 | 守 備 率 |
| ----- | ----- | ----- | ----- | ----- | ----- | ----- | -------- | ----- | ----- | ----- | ----- | ----- | -------- | ----- | ----- | ----- | ----- | ----- | -------- |
| 1999  | 広島  | 28    | 136   | 14    | 2     | 16    | .987     | 3     | 0     | 5     | 0     | 0     | 1.000    | 2     | 2     | 0     | 0     | 0     | 1.000    |
| 2000  | 広島  | 25    | 146   | 12    | 0     | 17    | 1.000    | 39    | 21    | 45    | 5     | 3     | .930     | 2     | 0     | 0     | 0     | 0     | ----     |
| 2001  | 広島  | 47    | 122   | 12    | 0     | 9     | 1.000    | 45    | 22    | 64    | 8     | 7     | .915     | 37    | 35    | 3     | 1     | 1     | .974     |
| 2002  | 広島  | 72    | 406   | 41    | 1     | 40    | .998     | 102   | 69    | 142   | 16    | 13    | .930     | -     | -     | -     | -     | -     | -        |
| 2003  | 広島  | 106   | 898   | 97    | 3     | 69    | .997     | 37    | 28    | 49    | 3     | 5     | .963     | -     | -     | -     | -     | -     | -        |
| 2004  | 広島  | 70    | 512   | 45    | 3     | 60    | .995     | 8     | 4     | 13    | 3     | 0     | .850     | -     | -     | -     | -     | -     | -        |
| 2005  | 広島  | 35    | 210   | 18    | 2     | 16    | .991     | 121   | 82    | 224   | 21    | 21    | .936     | -     | -     | -     | -     | -     | -        |
| 2006  | 広島  | 1     | 2     | 0     | 0     | 0     | 1.000    | 143   | 84    | 255   | 19    | 13    | .947     | -     | -     | -     | -     | -     | -        |
| 2007  | 広島  | 1     | 2     | 0     | 0     | 0     | 1.000    | 144   | 105   | 284   | 12    | 15    | .970     | -     | -     | -     | -     | -     | -        |
| 2008  | 阪神  | 91    | 818   | 59    | 1     | 75    | .999     | 1     | 1     | 0     | 0     | 0     | 1.000    | -     | -     | -     | -     | -     | -        |
| 2009  | 阪神  | -     | -     | -     | -     | -     | -        | 144   | 86    | 279   | 10    | 24    | .973     | -     | -     | -     | -     | -     | -        |
| 2010  | 阪神  | -     | -     | -     | -     | -     | -        | 144   | 83    | 232   | 16    | 12    | .952     | -     | -     | -     | -     | -     | -        |
| 2011  | 阪神  | 29    | 119   | 7     | 1     | 9     | .992     | 138   | 84    | 215   | 17    | 14    | .946     | -     | -     | -     | -     | -     | -        |
| 2012  | 阪神  | 78    | 509   | 34    | 3     | 40    | .995     | 68    | 25    | 96    | 6     | 3     | .953     | -     | -     | -     | -     | -     | -        |
| 2013  | 阪神  | 133   | 1202  | 87    | 7     | 105   | .995     | -     | -     | -     | -     | -     | -        | -     | -     | -     | -     | -     | -        |
| 2014  | 阪神  | 16    | 95    | 9     | 0     | 3     | 1.000    | 26    | 15    | 35    | 3     | 2     | .943     | -     | -     | -     | -     | -     | -        |
| 2015  | 広島  | 111   | 991   | 76    | 4     | 64    | .996     | -     | -     | -     | -     | -     | -        | -     | -     | -     | -     | -     | -        |
| 2016  | 広島  | 118   | 996   | 93    | 5     | 82    | .995     | -     | -     | -     | -     | -     | -        | -     | -     | -     | -     | -     | -        |
| 2017  | 広島  | 70    | 491   | 46    | 1     | 37    | .998     | -     | -     | -     | -     | -     | -        | -     | -     | -     | -     | -     | -        |
| 2018  | 広島  | 24    | 152   | 12    | 2     | 14    | .988     | -     | -     | -     | -     | -     | -        | -     | -     | -     | -     | -     | -        |
| 通算  | 通算  | 1055  | 7807  | 662   | 35    | 619   | .996     | 1163  | 709   | 1948  | 139   | 132   | .950     | 41    | 37    | 3     | 1     | 1     | .976     |

- 各年度の太字はリーグ最高
- 太字年はゴールデングラブ賞受賞

### 年度別監督成績
| 2023      | 広島      | 2位       | 143 | 74  | 65  | 4 | .532 | 11.5                   | 96                     | .246                   | 3.20                   | 46歳                   |                        |                        |
| 2024      | 広島      | 4位       | 143 | 68  | 70  | 5 | .493 | 10.0                   | 52                     | .238                   | 2.62                   | 47歳                   |                        |                        |
| 通算：2年 | 通算：2年 | 通算：2年 | 286 | 142 | 135 | 9 | .513 | Aクラス1回、Bクラス1回 | Aクラス1回、Bクラス1回 | Aクラス1回、Bクラス1回 | Aクラス1回、Bクラス1回 | Aクラス1回、Bクラス1回 | Aクラス1回、Bクラス1回 | Aクラス1回、Bクラス1回 |

### タイトル
- 本塁打王：1回（2005年）
- 打点王：1回（2011年）

### 表彰
NPB
- 最優秀選手：1回（2016年）
- ベストナイン：2回（一塁手部門：2005年、2016年）
- ゴールデングラブ賞：1回（一塁手部門：2008年）
- 月間MVP：2回（2005年6月、2008年3、4月）
- JA全農Go・Go賞：1回（最多二・三塁打賞：2002年8月）
- 優秀JCB・MEP賞：2回（2002年、2005年）
- オールスターゲームMVP：1回（2013年第2戦）
- オールスターゲーム優秀選手賞：1回（2002年第2戦）
- オールスターゲーム敢闘選手賞：2回（2013年第3戦、2015年第2戦）
- オールスターゲーム新人賞（2002年）
- セ・リーグ連盟特別表彰（功労賞：2018年）

その他
- ベスト・ファーザー イエローリボン賞 in 「プロ野球部門」（2010年）
- 報知プロスポーツ大賞：1回（2016年）
- 広島市民賞（2016年[106]）
- 広島県民栄誉賞（2016年[107]）
- 駒澤大学栄誉賞（2016年[108]）

### 記録
初記録
- 初出場・初打席：1999年4月3日、対中日ドラゴンズ2回戦（ナゴヤドーム）、5回表に代打で出場、野口茂樹の前に中飛
- 初得点：1999年4月6日、対阪神タイガース1回戦（広島市民球場）
- 初三振：1999年4月11日、対ヤクルトスワローズ2回戦（広島市民球場）、6回裏に加藤博人から
- 初安打：1999年5月12日、対読売ジャイアンツ7回戦（広島市民球場）、7回裏にホセ・パーラから右前安打
- 初先発出場：1999年6月6日、対中日ドラゴンズ11回戦（浜松球場）、7番・一塁手で先発出場
- 初本塁打・初打点：同上、4回表に野口茂樹から左中間越3ラン

節目の記録
- 100本塁打：2005年4月3日、対読売ジャイアンツ3回戦（東京ドーム） ※史上237人目
- 150本塁打：2006年6月2日、対千葉ロッテマリーンズ4回戦（尾道しまなみ球場）、4回裏に小林宏之からソロ ※史上141人目
- 1000試合出場：2007年6月19日、対北海道日本ハムファイターズ3回戦（広島市民球場）、4番・三塁手で先発出場 ※史上418人目
- 1000安打：2008年4月12日、対横浜ベイスターズ5回戦（横浜スタジアム）、寺原隼人から ※史上249人目
- 200本塁打：2008年5月31日、対北海道日本ハムファイターズ1回戦（札幌ドーム）、7回表にブライアン・スウィーニーから ※史上90人目
- 1000三振：2009年9月5日、対広島東洋カープ19回戦（MAZDA Zoom-Zoom スタジアム広島）、8回表にマイク・シュルツから ※史上46人目
- 1500試合出場：2011年5月31日、対北海道日本ハムファイターズ1回戦（札幌ドーム）、4番・三塁手で先発出場 ※史上169人目
- 1500安打：2011年7月30日、対横浜ベイスターズ13回戦（阪神甲子園球場）、3回裏に須田幸太から左翼線二塁打 ※史上110人目
- 250本塁打：2011年9月28日、対東京ヤクルトスワローズ18回戦（明治神宮野球場）、3回表に七條祐樹から左越3ラン ※史上56人目
- 1000打点：2013年6月8日、対千葉ロッテマリーンズ3回戦（阪神甲子園球場）、4回裏に成瀬善久から中越2ラン※史上39人目[110]。
- 2000試合出場：2015年5月24日、対東京ヤクルトスワローズ8回戦（MAZDA Zoom-Zoom スタジアム広島）4番・一塁手で先発出場 ※史上47人目
- 1500三振：2015年9月9日、対中日ドラゴンズ20回戦（MAZDA Zoom-Zoom スタジアム広島）、3回裏に大野雄大から空振り三振 ※史上12人目
- 350二塁打：2016年4月22日、対阪神タイガース4回戦（MAZDA Zoom-Zoom スタジアム広島）、1回裏にランディ・メッセンジャーから3点適時二塁打 ※史上40人目
- 2000安打：2016年4月26日、対東京ヤクルトスワローズ3回戦（明治神宮野球場）、3回表に成瀬善久から左前適時二塁打 ※史上47人目
- 300本塁打：2016年8月2日、対東京ヤクルトスワローズ15回戦（明治神宮野球場）、2回表に石川雅規から中越2ラン ※史上42人目
- 1000得点：2016年8月25日、対読売ジャイアンツ21回戦（東京ドーム）、6回表に鈴木誠也の中前適時打で生還して達成 ※史上41人目
- 3500塁打：2017年6月27日、対横浜DeNAベイスターズ10回戦（横浜スタジアム）、7回表にスペンサー・パットンから中越適時二塁打 ※史上28人目[111]

その他の記録
- 22試合連続安打[112]：2011年9月19日対広島東洋カープ戦 - 同年10月15日対広島戦
- 6試合連続本塁打[112]：2005年6月22日対ヤクルトスワローズ戦 - 同年6月28日対阪神タイガース戦
- 全球団から本塁打：2008年5月14日、対広島東洋カープ戦、史上10人目[113]
- オールスターゲーム出場：8回（2002年、2005年、2007年、2008年、2013年、2015年、2016年、2017年）

### 背番号
- 25（1999年 - 2014年、2016年 - 2018年、2023年 - ）
- 28（2015年）

### 登場曲
- 「It's My Life」- BON JOVI（2008年 - 2010年）
- 「MONSTER」- MONKEY MAJIK（2011年 - 2012年）※2012年は偶数打席のみ
- 「Headlight」- MONKEY MAJIK（2012年 - 2013年）※2012年は奇数打席のみ
- 「FOREVER YOUNG」- MONKEY MAJIK（2014年）
- 「fighting fists,angry soul」- Hi-STANDARD（2015年）
- 「全力少年」‐ スキマスイッチ（2016年 - 2018年）[114]
- 「Down And Out」‐ Tantric（2017年）

### 代表歴
- 2006 ワールド・ベースボール・クラシック日本代表
- 2008年北京オリンピック野球日本代表

## 関連情報

### 著書
- 『阪神の四番 七転八起』PHP研究所、2012年11月。ISBN 978-4569805399。
- 『赤い心』KADOKAWA、2016年3月。ISBN 978-4046015266。
- 『撓まず 屈せず 挫折を力に変える方程式』扶桑社、2017年2月。ISBN 978-4594076597。
- 『ただ、ありがとう「すべての出会いに感謝します」』（2019年4月3日、ベースボール・マガジン社）ISBN 978-4583112121

### 関連書籍
- 新井貴浩2000安打記念グラフ ムック（2016年5月2日、中国新聞社）
- 『広島アスリートマガジン2016年6月号 新井貴浩 2000安打達成! ファンのみなさん本当にありがとう!』サンフィールド、2016年5月。
- 中野慶、吉田路子『新井貴浩物語』南々社、2016年12月。ISBN 978-4864890588。
- 週刊ベースボール増刊 新井貴浩[広島] 引退記念号 2018年12/1号（2018年11月21日、ベースボール・マガジン社）
- 引退記念 新井貴浩・全力疾走〜あの日、あの時（2018年12月18日、中国新聞社）
- MEN'S CLUB2019年 2月号増刊 新井貴浩特別版（2018年12月25日、ハースト婦人画報社）
5,000部限定発売で、2018年日本シリーズの終了翌日（11月4日）にマツダスタジアムで撮影された写真を表紙に採用。同誌の2019年2月号（通常版）にも、この時の写真の一部やインタビュー記事が掲載された。

### CM
- キリン一番搾り生ビール 広島東洋カープ応援デザイン缶（2018年）
- サントリー烏龍茶 中四国限定菊池ボトル（菊池涼介と共演）（2018年）
- サントリー ザ・プレミアム・モルツ 〈香る〉エール『夏の神泡（ラバーズ）』篇（2019年）
- 大和興産（2019年）イメージキャラクターに就任。同社には広島時代の同僚だった中東直己が在職
- 広島トヨペット（2019年）店長に就任[115]

### 連載
- 新井貴浩連載コラム／球の心は正直者（『週刊ベースボール』2019年5月13日号 - ）
- 新井貴浩の全力人生相談!（『広島アスリートマガジン』2019年6月号 - ）
- 新井貴浩の「忘れじのカープ名場面」（『広島アスリートマガジン』2020年8月号 - ）

### 関連番組
テレビ
以下はいずれも、TBSテレビの野球解説者として定期的に出演。
- S☆1（2019年 - 、TBSテレビ）
- SAMURAI BASEBALL→S☆1 BASEBALL（2019年 - 、TBS系列のプロ野球中継）
RCCテレビ制作の広島戦中継には「RCCスペシャル解説者」、MBSテレビ制作の阪神戦中継、CBCテレビ制作の中日戦中継（地上波のみ）にはゲスト解説者として随時出演していた。
TBSテレビ制作分では、TBS系列衛星波（BS-TBS・TBSチャンネル）のみ放送の中継にも出演している。
MBSテレビ制作分への出演時は、『GAORAプロ野球中継』でも同時放送されることがあった。ただし、対広島戦への出演時は、内容が阪神応援放送という性質上、RCCテレビでは実況を差し替えられたため、新井の解説が広島県では放送されない形になっていた（RCCテレビでの解説は、広島時代のコーチだった安仁屋宗八・山崎隆造と、同僚だった天谷宗一郎のいずれかが出演）。
RCCテレビ制作中継への出演時は、契約の関係上、通常同時ネットしている『J SPORTS STADIUM』（J SPORTS）では、J SPORTSが手配したフリーアナウンサー（熊谷龍一など）とフリー解説者（主に笘篠賢治・金石昭人）による実況に差し替えられていた。

以下はいずれも、現役からの引退に関して広島ローカルで放送された特別番組。
- 新井貴浩 引退表明 緊急特番（2018年9月5日、RCCテレビ）
- カープ 新井貴浩 引退表明特番〜ファンに愛された男〜（2018年9月5日、広島ホームテレビ）
番組内で2016年5月1日放送「恋スポspecial Red Soul #25 新井貴浩〜不屈の2000本安打〜」(ナレーション：吉弘翔)を再放送。
- 緊急特番 スポラバSP カープ新井選手引退表明会見（2018年9月5日、テレビ新広島）
- みみよりライブ 5up! 緊急生放送 新井貴浩 引退（2018年9月5日、広島ホームテレビ）
- テレビ派 緊急SP! 新井貴浩選手引退へ…（2018年9月5日、広島テレビ）
- イマなまっ! カープ新井選手引退表明（2018年9月5日、RCCテレビ）
- カープ道 新井選手引退表明SP（2018年9月5日深夜、広島ホームテレビ）
- 新井さんに聞いてみよう!（2018年12月12日 - 2018年12月26日、RCCテレビ）

この他にも、阪神での現役時代から、年に1回『痛快!明石家電視台』（毎日放送）に単独（または良太とのコンビ）でゲスト出演。同局で制作する『戦え!スポーツ内閣』でも、2019年4月17日に「誰からも愛された男・新井貴浩スペシャル」を放送した。
- カーチカチ！テレビ 初夢SP 〜新井さん家の新年会〜（2020年1月1日、RCCテレビ）責任編集：新井貴浩
- カーチカチ！テレビ カープ初夢SP 新井さん家の新年会2（2021年1月1日、RCCテレビ）
- カーチカチ！テレビ カープ初夢SP 新井さん家の新年会3（2022年1月1日、RCCテレビ）
- カーチカチ！テレビ カープ初夢SP 新井さん家の新年会4（2023年1月1日、RCCテレビ）
- カーチカチ！テレビ カープ初夢SP 新井さん家の新年会5（2024年1月1日、RCCテレビ）
- 勝ちグセ。カープ新春スペシャル 新指揮官が開く新時代の扉（2023年1月3日、広島ホームテレビ）
- 広島東洋カープ新監督 新井貴浩の信念（2023年4月9日、広島テレビ）
- 新井カープ下馬評を覆す躍進～指揮官と参謀に迫る「5つの真相」（2023年12月30日、広島テレビ）

ラジオ
- RCCカープナイター（2019年 - 、RCCラジオ）
解説者就任時に同局のプレス発表で出演が示唆されていたが[116]、2021年8月までの時点では後述のオリンピック中継のネット受けを除いて出演実績がない（TBSテレビの兄弟会社であるTBSラジオをキー局とするJRNナイターの全国配信が廃止され、全国配信をニッポン放送・文化放送をキー局とするNRNナイターに一本化したため）。
- 東京2020オリンピック野球競技中継（2021年、ジャパンコンソーシアム配給分。NHKラジオ第1放送・ニッポン放送ほかで放送）

### DVD
- カープ愛に包まれた男 新井貴浩 2000安打への軌跡（2016年7月8日、発売元:中国放送、GAORA / 販売元:TCエンタテインメント）
- 新井貴浩 2000安打達成記念DVD 〜ど根性でつかんだ栄光! ドラフト6位から名球会へ〜（2016年7月13日、発売・販売元:広島テレビ放送 / 販売協力:TCエンタテインメント）
- BRAVE RED 新井貴浩の流儀 〜不撓不屈の20年 辿りついた栄光〜（2019年2月、発売元：広島ホームテレビ）

### プロデュース
- 新井貴浩 全力カレー（2019年9月1日発売）[117]
- 新井貴浩 全力カレンダー2020（2019年11月1日発売）